# Saint-Vérand (Saône-et-Loire)
Saint-Vérand település Franciaországban, Saône-et-Loire megyében. Lakosainak száma 156 fő (2022. január 1.). Saint-Vérand Leynes, Chânes, Saint-Amour-Bellevue és Pruzilly községekkel határos.

## Népesség
A település népessége az elmúlt években az alábbi módon változott:
| Lakosok száma | 178  | 171  | 169  | 165  | 164  | 162  | 160  | 158  | 156  |
|               | 2013 | 2015 | 2016 | 2017 | 2018 | 2019 | 2020 | 2021 | 2022 |